# B.O.V. Dombe
B.O.V. Dombe es el primer álbum del grupo de rock argentino-uruguayo Raíces, formado el año anterior. Fue publicado en 1978 por la discográfica Auris.
Tiene influencias musicales de Opa y otros exponentes del jazz fusión, pero también tiene componentes de rock y funk.

## Lista de canciones
| Lado A |                                         |          |  |
| N.º    | Título                                  | Duración |  |
| 1.     | «Esto es candombe»                      | 5:21     |  |
| 2.     | «B.O.V. Dombe»                          | 5:15     |  |
| 3.     | «Hay un funky en la oreja del obelisco» | 5:22     |  |
| 4.     | «Ton Coton»                             | 4:33     |  |
| 20:31  |                                         |          |  |

| Lado B |                     |          |  |
| N.º    | Título              | Duración |  |
| 1.     | «Belmiro»           | 6:33     |  |
| 2.     | «Cangas de Narcea»  | 4:25     |  |
| 3.     | «Destilando aceite» | 8:30     |  |
| 19:28  |                     |          |  |

Todos los temas fueron compuestos por Beto Satragni, excepto Cangas de Narcea, escrita por R. Valencia.

## Músicos
- Luis Alberto Satragni: voz, bajo, percusión, guitarra
- Alberto Bengolea: guitarra, bajo
- Andrés Calamaro: teclados
- Jimmy Santos: percusión, voz
- Raúl Campana Cuadro: batería